# Ismail Chirine
Ismail Chirine (in arabo إسماعيل شيرين; Alessandria d'Egitto, 17 ottobre 1919 – Alessandria d'Egitto, 14 giugno 1994) è stato un militare, diplomatico e politico egiziano.

## Biografia

### Gioventù ed educazione
Nacque nel 1919 da Hussein Chirine (?-1934) e dalla principessa circassa turca Amina Bahrouz Fadel (1886-1947), deceduta in un incidente aereo nei pressi di Roma. Entrambi i genitori si risposarono, il padre con Gulsun Hanem Aflaton e la madre con Ali Rateb.
All'età di 12 anni andò a vivere dalla zia Zeinab Chirine, moglie di Mohamed Haidar Pasha. Studiò al Victoria College di Alessandria, al Great Chesterfield College e infine si laureò al Trinity College di Cambridge.

### Carriera
Tornato dal Regno Unito, lavorò alla banca El Ahly El Masry ed entrò nell'esercito divenendo ufficiale. Le sue conoscenze della lingua inglese gli tornarono utili con Rahmani Bey durante i negoziati nella guerra arabo-israeliana del 1948. Nello stesso anno fu il segretario di una delegazione egiziana delle Nazioni Unite e in seguito divenne aiutante di campo di Fārūq I.
Raggiunse il grado di colonnello e nel 1949 fu un membro della delegazione egiziana per l'armistizio di Rodi e divenne addetto stampa del gabinetto egiziano. Nel 1952 fu per un giorno ministro della Guerra e della Marina, dal 22 al 23 luglio, giorno della rivoluzione egiziana. Prima di tale evento fu anche comandante in capo, seguendo il feldmaresciallo Mohamed Haidar Pasha.

### Matrimonio e ultimi anni
Divenne il secondo marito di Fawzia d'Egitto nel 1949 e con lei ebbe i figli Nadia (1950-2009) e Hussein (1955-2016).
Visse per il resto dei suoi anni ad Alessandria, trascorrendo le estati in Svizzera dove la moglie poteva incontrare la figlia Shahnaz. Morì nel 1994 all'ospedale militare della sua città natale. Venne tumulato al Cairo.